# 台湾共产党 (2008年)
台湾共产党是台灣的一個已不存在的社会民主主义政党。

## 歷史
1994年10月16日，臺南縣新化鎮（今臺南市新化區）農民、前民主進步黨黨員王老養在新化鎮成立「共產山莊」與「台灣共產黨」，自稱「台灣共產黨主席」。台灣共產黨創黨時中央黨部設於共產山莊，與主要活动于日治時期和臺灣白色恐怖時期的台灣共產黨並無關連，是中華民國宣布解嚴後，新成立的親中共政黨。
王老養原本是臺南縣新化鎮的大地主，曾經擁有三甲土地；為了成立台灣共產黨，王老養多年來變賣名下土地，2008年時土地只剩下自己住的農舍。共產山莊在2008年台灣共產黨成立以前已經轉手，新主人已經塗銷“共產”二字。1994年10月19日，中華民國內政部依據《人民團體法》第2條與第53條，宣佈不允許台灣共產黨註冊；王老養改以「台灣民主共產黨」為黨名申請註冊，也未獲准。王老養曾經嘗試參加2000年中華民國總統大選，但是由於未繳交連署保證金新台幣一百萬元、申請文件不符規定、學歷僅有國民小學肄業，被中央選舉委員會退回登記，不能參選。
2006年4月16日，王老養說，台灣共產黨全盛時期黨員超過一千人、在台灣各地都有據點，他曾經應中國共產黨邀請赴北京市慶祝中華人民共和國國慶節，雖然他仍想籌設台灣共產黨，「台灣共產黨與中國共產黨，是一邊一黨，可互訪交交朋友；但台灣還是獨立比較好」；民主進步黨陳水扁政府執政後，他依然在自己的轎車上貼標語「什麼是政府，政府在幹什麼」，質疑政府剝削人民、不會多替人民著想。
2008年6月20日，司法院大法官作成司法院釋字第644號解釋，認定《人民團體法》第2條違憲。2008年7月20日，台灣共產黨於臺南縣新化鎮舉行「台灣共產黨合憲性成立大會」，當時61歲的王老養獲得70位創黨黨員推舉為首任黨主席，前民主進步黨臺南縣黨部主任委員許滄淵擔任秘书長，內政部民政司地方行政科代理科長唐根深列席觀禮；成立大會通過黨章草案，黨章宗旨為「奉行國父（中華民國國父孫中山）遺教，期達民主、自由、均富之大同理想國境」等。2008年7月30日，台灣共產黨向內政部申請備案，內政部依據《人民團體法》第46條予以備案，政黨編號第141號。
2008年7月30日，王老養自述，民主进步党成立时，他经朋友介绍入党，黨證編號為025號；但是后来他支持的黨內派系與其他派系斗争失败，他看不惯就退党、开始组建台灣共產黨。王老養說，他沒有讀過马克思與列宁的著作、也不了解中國共產黨老一辈知名领袖，但他十分敬佩邓小平，因为邓小平“为国家和人民做了很多贡献”；1997年邓小平逝世，他想去北京市祭拜邓小平，但在澳门机场转机时突然被李登輝政府方面告知“不能到大陆”，最后只好在澳门机场遥寄哀思。王老養說，自从台湾共产党正式成立的消息披露后，许多人打电话给他要求入党，现在已经有2000人登记为党员，他们有农民、工人、地方社团负责人等，他们有反对中国国民党的、有反对民主进步党的、有信仰马克思主义的、也有只想为弱势群体服务的。
2008年8月9日，王老養自述，他為了籌組台灣共產黨而變賣價值新台幣六千萬元的土地，他成立台灣共產黨的理由是他討厭政府、尤其是蔣中正政府，但他認為民主進步黨執政也沒多好，他很討厭陳水扁；陳水扁靠台灣南部人民支持而當選中華民國總統，總統任內有權又有錢，明明可以改革很多事、卻沒有做到。王老養說，他已經在新化鎮公所附近相中一個辦公地點做為台灣共產黨中央黨部，他相信台灣共產黨成立之後自然有人捐款支撐經費，台灣共產黨現有的幾位熱心黨員中也不乏經濟情況比較好的。
2008年8月30日，王老養說，台灣共產黨的性質是社会民主主义，主张“国家福利”与“社会互助”，要促進民主和人權，解决臺湾目前的社会问题，而不主張把富人財產拿來「共產」；他還說，台灣共產黨在臺灣擁有兩萬名黨員，但不完全是該黨登記在案的黨員，而是自該黨創黨以來關心、詢問該黨動態的社會人士。
2008年11月3日，台灣共產黨動員黑頭車與支持者前往圓山大飯店歡迎海峡两岸关系协会會長陳雲林首度訪問台灣，打出“共產黨歡迎共產黨”旗號，在黑頭車車頭懸掛五星紅旗；但由於泛綠動員支持者向陳雲林嗆聲，警方以安全理由將台灣共產黨群眾擋在管制區外，王老養無法見到陳雲林。
2013年4月，王老養表示，共產山莊土地已經被徵收，他正在尋找適合的台灣共產黨中央黨部地點；台灣共產黨雖然聲音響亮，但運作上有很大困難，而困難在於沒有足夠的經費辦活動；台灣共產黨意在打破台灣人民的恐共心理，中國共產黨曾經寄送黨綱與黨章給他作為參考，但該黨並未受到中國共產黨的實質幫助，他希望得到中國共產黨“生意方式的幫助”（例如台灣農作物銷到中國大陸）。
2016年12月，王老養闡述他對「共產」二字的解釋：「你看這公路，不管誰都可以跑，公用，共產嘛！水電，你申請了就有得用，共產嘛！」即使沉寂多年，王老養仍是地方紅人。
2020年4月29日，中华民国内政部废止台湾共产党的政党地位。

## 參選
王老養曾經開著一部改裝遊覽車四處宣傳要競選中華民國總統，車頭貼標語「王老養幹總統」，車身貼「台灣共產黨總統候選人王老養鞠躬」。
王老養投入2012年立法委員選舉，但是列名於健保免費連線之不分區候選人第3名，而非以台灣共產黨名義參選。

## 外部連結
- 台湾共产党的Facebook專頁